# Périgny, Val-de-Marne

Périgny este o comună în departamentul Val-de-Marne, Franța. În 2009 avea o populație de 2,270 de locuitori.